# Centro Nacionalista Republicano
El Centro Nacionalista Republicano (en catalán, «Centre Nacionalista Republicà», CNR) fue un grupo político catalanista fundado en Barcelona (España) en 1906 por disidentes de la Lliga Regionalista.
Sus figuras más representativas fueron Ildefons Suñol, Jaime Carner, Joaquín Lluhí, Santiago Gubern y Eduardo Calvet. Representaba la línea liberal del catalanismo político y reclamaba la autonomía de Cataluña, el sufragio universal y la proclamación de una república, de acuerdo con su lema Nacionalisme, Democràcia, República (Nacionalismo, Democracia, República). 
Jaime Carner fue su primer presidente, con Felip Rodés de secretario. Su portavoz fue la revista El Poble Català, convertida en diario en 1906. Participó en las elecciones generales de 1907 dentro de la coalición «Solidaridad Catalana».
En 1910, estando el grupo presidido por Pedro Corominas, el Centre Nacionalista Republicà se fusionó con otras fuerzas republicanas y de izquierdas de Cataluña, constituyendo la Unión Federal Nacionalista Republicana.